# Poletne olimpijske igre 1940
Poletne olimpijske igre 1940 (uradno Igre XII. olimpijade) so bile načrtovane poletne olimpijske igre, ki naj bi potekale leta 1940 v Tokiu (Japonska), toda bile so odpovedane zaradi druge svetovne vojne. Tokio je izgubil status prizorišča leta 1938 zaradi napada Japonske na Kitajsko, zato je ta položaj pripadel mestu Helsinki (Finska), ki je bilo drugo v izboru. Vendar so bile kasneje igre povsem odpovedane in so se nadaljevale šele leta 1948 v Londonu.